# Kryckreflexen
Kryckreflexen (engelska the crutch reflex) är en reflex som får slemhinnorna i näshålan att svälla och eventuellt orsaka nästäppa när huden i armhålan eller sidan av bröstet utsätts för tryck. Reflexen är ipsilateral d.v.s. endast näshålan på samma sida som retningen påverkas. Namnet kommer av att den bl.a. observerats när personer använt kryckor och därmed utsatt armhålorna för tryck. Reflexen är en del av förklaringen till att många människor upplever ökad täppthet när de ligger ner.